# Choschuten-Khanat
Das Choschuten-Khanat war ein Reich in Tibet, in dem sich der westmongolische, oiratische Stamm der Choschuten und der Dalai Lama die Macht teilten. Es entstand 1638 und wurde 1717 zerstört.

## Vorgeschichte
Die Gelugpa-Sekte des Dalai Lama besaß um 1635 in Tibet nur wenig Rückhalt. Der 10. Karmapa und der Gouverneur bzw. Regent von Tsang in Zentraltibet hatten sich gegen sie verbündet, unterstützt von den Mongolen unter Chogtu sowie dem Fürst von Beri in Osttibet. Wiederholt drangen mongolische Truppen in Tibet ein und kamen bis Drepung.
Unterstützung bekamen die Gelugpa von Khungtaidschi Batur und Gushri Khan von den Choschuten.

## Entstehung
Die Choschuten, eine Untergruppe der Oiraten nomadisierten unter Gushri Khan in Amdo (= Qinghai) ein, speziell im Raum um den Kokonor und Tsaidam.
Die Choschuten hatten die Kontrolle über die tibetischen Nomaden übernommen, bis hinein ins östliche Jangthang, ins nördliche Kham und südliche Amdo. Gushri Khan schlug 1637 die Chogtu-Mongolen, 1638 wurde er zum König von Tibet ernannt, 1639 zog er gegen Beri. 1641 ließ er die Festung von Samzhubzê stürmen, den Herrscher von Tsang gefangen nehmen und hinrichten. Nach diesem Siebenjährigen Krieg waren alle Gegenspieler der Gelugpa beseitigt und der Khan übergab 1642 dem fünften Dalai Lama Ngawang Lobsang Gyatso die politische Macht.

## Khanat
Die Ganden Phodrang genannte Regierungsform teilte die Gewalt:
- Der Dalai Lama hatte die geistliche Gewalt und setzte einen Desi (d. h. Regent) ein.
- Der choschutische Khan hatte die weltliche Gewalt.

Liste der Khane:
- Gushri Khan 1642–1655
- Dayan Otschir Khan 1656–1668
- Dalai Khan 1668–1701
- Tendzin Wangchug Khan 1701–1703
- Lhabzang Khan 1703–1717

Nach Gushri Khan hatten die Khane weniger Interesse an den Staatsgeschäften und streiften lieber auf Nomadenart umher. Der Desi gewann deshalb an Einfluss.
Khan Lhabzang wollte wieder mehr Macht in Tibet. Der 6. Dalai Lama Tshangyang Gyatsho führte kein seinen Regeln entsprechendes Leben, der von ihm eingesetzte Desi, Sanggye Gyatsho, versuchte Lhabzang zu vergiften. Der marschierte daraufhin nach Lhasa, riss die gesamte Macht an sich und setzte den Dalai Lama ab. Damit verlor er aber an Rückhalt in der tibetischen Bevölkerung.
Die Lage wurde kompliziert, als sich China 1711 zum ersten Mal – erfolglos – einmischte.

## Untergang
Tsewangrabtan, Khan des benachbarten Dsungarischen Khanats, wollte die stammesverwandten, weil oiratischen, Choschuten wieder unter seine Kontrolle bringen.
Er arrangierte 1714 eine Heirat seiner Tochter mit Lhabzangs Sohn und tarnte 1717 den Feldzug nach Tibet als Rückführung der Brautleute. Lhabzang erkannte den Trick zu spät, konnte keine Gegenwehr mehr organisieren und wurde getötet.
Nun griff jedoch der mandschurische Qing-Kaiser Kangxi erneut in Tibet ein: Er bekam den 7. Dalai Lama Kesang Gyamtsho in seine Hand, eroberte 1720 Lhasa und setzte den Dalai Lama wieder ins Amt ein.